# Plesiophantes tanasevitchi
Plesiophantes tanasevitchi är en spindelart som beskrevs av Jörg Wunderlich 1990. Plesiophantes tanasevitchi ingår i släktet Plesiophantes och familjen täckvävarspindlar. Inga underarter finns listade i Catalogue of Life.